# River Hills
River Hills is een plaats (village) in de Amerikaanse staat Wisconsin, en valt bestuurlijk gezien onder Milwaukee County.

## Demografie
Bij de volkstelling in 2000 werd het aantal inwoners vastgesteld op 1631. In 2006 is het aantal inwoners door het United States Census Bureau geschat op 1616, een daling van 15 (-0,9%).

## Geografie
Volgens het United States Census Bureau beslaat de plaats een oppervlakte van 13,7 km², waarvan 13,2 km² land en 0,5 km² water.

## Plaatsen in de nabije omgeving
De onderstaande figuur toont nabijgelegen plaatsen in een straal van 8 km rond River Hills.